# Brædstrup
Brædstrup é um município da Dinamarca, localizado na região sudeste, no condado de Vejle.
O município tem uma área de 201,29 km² e uma  população de 8 556 habitantes, segundo o censo de 2002.